# Mike Campbell
Michael Wayne «Mike» Campbell (Jacksonville, Florida, Estados Unidos, 1 de febrero de 1950) es un guitarrista, compositor y productor musical estadounidense célebre por su trabajo con el grupo Tom Petty and the Heartbreakers.

## Biografía

### Infancia y comienzos musicales
Campbell nació en Panama City (Florida) y creció entre la ciudad y Jacksonville, donde se graduó en la Jean Ribault High School en 1968. Con dieciséis años, compró su primera guitarra, un modelo barato de Harmony, de una tienda de empeños. Su primera guitarra eléctrica fue una Guyatone de sesenta dólares. Al igual que Tom Petty, sus principales influencias musicales fueron The Byrds y Bob Dylan, con artistas secundarios como Scotty Moore, Luther Perkins, George Harrison, Carl Wilson, Jerry Garcia, Roger McGuinn, Keith Richards, Brian Jones, Jimmy Page, Mick Taylor y Neil Young. La primera canción que aprendió a tocar fue «Baby Let Me Follow You Down» de Dylan.
Durante su adolescencia, formó una banda llamada Dead or Alive que se disolvió al poco tiempo. Campbell conoció a Petty a través de Randall Marsh, batería de Mudcrutch, cuando estaban sometiéndole a una audición. Marsh pidió al grupo que Mike tocara la guitarra rítmica.
Una vez en el grupo, se trasladaron a Los Ángeles y firmaron un contrato discográfico con Shelter Records, grabando un álbum en 1974 que acabó siendo archivado. Campbell se unió a Petty posteriormente para fundar la primera versión de Tom Petty and the Heartbreakers en 1975 con Benmont Tench (teclados), Ron Blair (bajo) y and Stan Lynch (batería).

### Con The Heartbreakers
Al igual que el resto del grupo, Campbell evitó el enfoque virtuoso de tocar, prefiriendo que su trabajo sirviera a las necesidades de cada canción. La revista Guitar World señaló que «hay solo un puñado de guitarristas que pueden reclamar que nunca han perdido una nota. Mike Campbell es sin duda uno de ellos». La valoración de su propio estilo es típicamente modesta: «no creo que la gente realmente pueda estar por encima de Jimi Hendrix y Eric Clapton como guitarristas líderes». Al igual que Tench, está involucrado en la construcción de los arreglos de las canciones de The Heartbreakers.
Además de componer canciones con Petty, Campbell coprodujo los álbumes Southern Accents, Pack Up the Plantation: Live!, Let Me Up (I've Had Enough), Into the Great Wide Open, Songs and Music from "She's the One", Echo, The Last DJ, The Live Anthology y Mojo, así como los discos en solitario de Petty Full Moon Fever, Wildflowers y Highway Companion.

### Otros proyectos

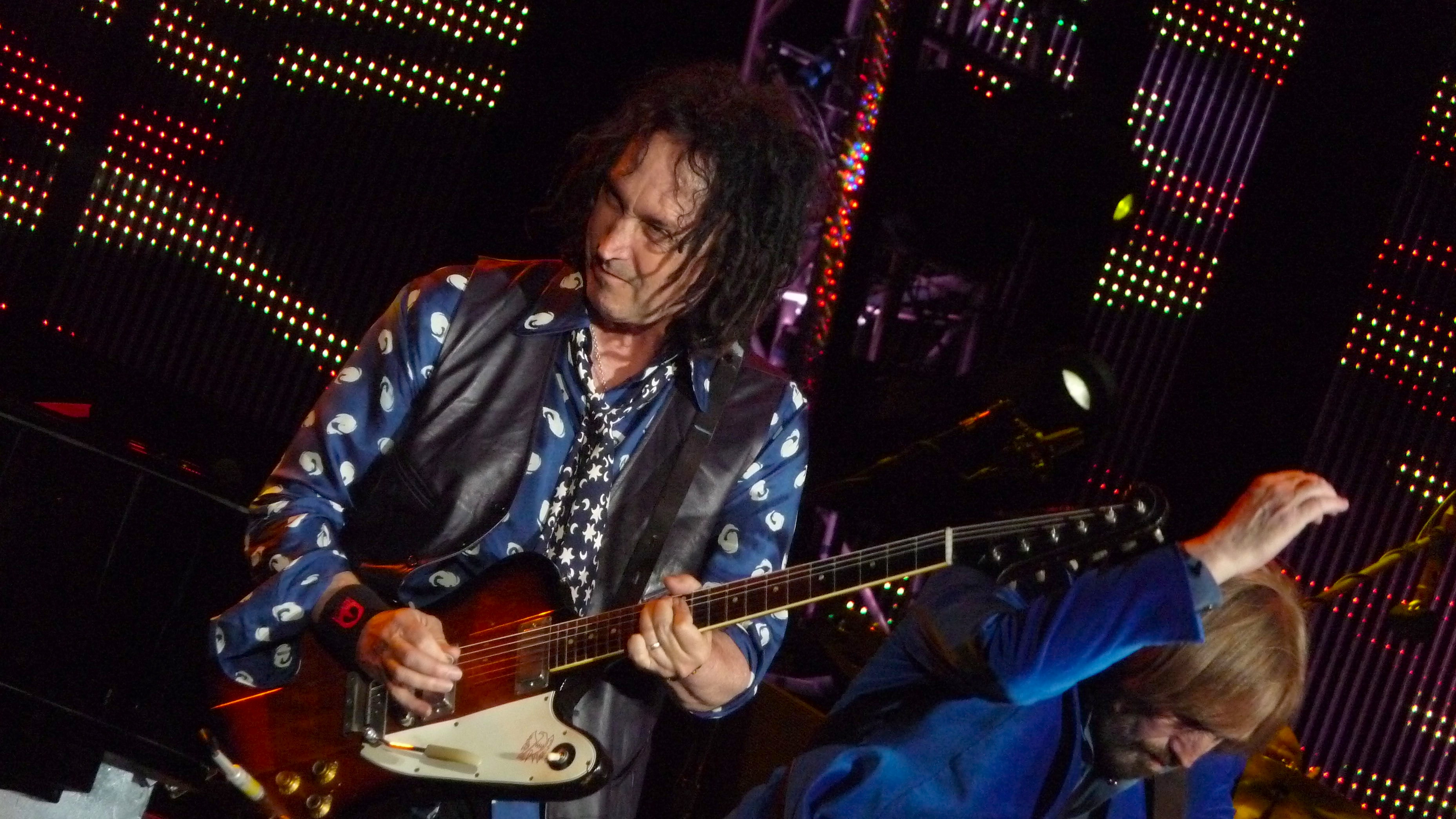
Mike Campbell en junio de 2010.

Fuera de The Heartbreakers, Campbell ha coescrito y tocado en canciones como "The Boys of Summer" y "Heart of the Matter" con Don Henley. También aparece en los créditos de canciones de The Blue Stingrays, Johnny Cash, Fleetwood Mac, Lone Justice, Roger McGuinn, Tracy Chapman, Warren Zevon, George Harrison, Stevie Nicks, John Prine, Bob Dylan, Restless Sleeper, Patti Scialfa, Brian Setzer, J.D. Souther, Jackson Browne, The Williams Brothers y Robin Zander. Produjo cuatro canciones del álbum de Roy Orbison Mystery Girly tocó la guitarra en la canción de The Wallflowers «Sixth Avenue Heartache».
En 2004, grabó un solo de guitarra para la canción «Los Angeles Is Burning» del grupo de punk rock Bad Religion, incluida en el álbum The Empire Strikes First. En 2010, también grabó el solo de la canción «Cyanide» en The Dissent of Man.
En 2007, se unió a una versión reformada de Mudcrutch con Petty, Tench, Tom Leadon y Randall Marsh. En 2008, tocó el banjo en la canción «Love Song» del álbum de The Dandy Warhols Earth to the Dandy Warhols. También tocó la guitarra y la mandolina en el álbum de Bob Dylan Together Through Life (2009).
Campbell siguió saliendo de gira y grabando con Tom Petty and the Heartbreakers hasta la muerte del líder y fundador de la banda, y actualmente está involucrado con un proyecto paralelo, el grupo The Dirty Knobs, que es su banda de apoyo como solista. Con ellos ya ha editado dos álbumes, "External Combustion" (2022) y "Vagabonds, Virgins and Misfits" (2024). En 2011, la revista Rolling Stone situó a Campbell en el puesto 79 de la lista de los cien mejores guitarristas.